# Asesinato de Rosario Endrinal
El asesinato de Rosario Endrinal se produjo en el distrito de Sarriá-San Gervasio de Barcelona cuando tres jóvenes, uno de ellos menor de edad, prendieron fuego a una mujer sinhogar en el cajero donde vivía, la madrugada del 16 de diciembre de 2005. Los dos mayores de edad asesinos confesos de Rosario, Ricard Pinilla y Oriol Plana, fueron condenados por asesinato con una pena de 17 años mientras que el menor fue sentenciado a 8 años de internamiento en un centro de menores y 5 más de libertad vigilada.

## Hechos
La tarde del 15 de diciembre de 2005, los dos jóvenes mayores de edad entraron en el cajero de La Caixa, situado al cruce de la calle de Guillermo Tell con la calle de Zaragoza, donde vivía Rosario y la insultaron y le lanzaron objetos. Finalmente, después de un forcejeo, Rosario consigue cerrar el pestillo. Entonces los jóvenes fueron a cenar con unos amigos. Tres horas más tarde, y después de haber bebido alcohol, volvieron al cajero acompañados de Juan José M., que entonces tenía 16 años. Él fue quien le pidió a Rosario que le abriera la puerta, y fue entonces que los otros dos jóvenes entraron. Siguieron increpando a  Rosario hasta que el menor cogió un bidón de 5 litros de disolvente de un andamio en una obra próxima y con la ayuda de Ricard lo vertió sobre Rosario. Este último lanzó un pitillo encendido causando una fuerte deflagración. Rosario moriría por quemaduras de segundo y tercer grado en el 70 % del cuerpo, después de agonizar durante dos días en el Hospital Valle de Hebrón.
Dos de los asesinos ya habían protagonizado agresiones contra indigentes en el pasado y Pinilla admitió haber tenido una relación estrecha con grupos neonazis y fascistas de Barcelona. Un amigo suyo llegó a decir que para ellos "los indigentes no son personas".

## Juicio
Por un lado, el menor de edad fue condenado a 8 años de internamiento en un centro de menores. Los otros dos detenidos permanecieron en prisión preventiva desde que fueron detenidos (el 21 de diciembre de 2005) hasta la celebración del juicio.
El juicio tuvo lugar en la Audiencia Provincial de Barcelona bajo un gran interés mediático. Con Ricard Pinilla y Oriol Plana como acusados, la causa empezó el 20 de octubre de 2008, casi tres años más tarde de los hechos. La fiscalía pidió por los dos 28 años de prisión por asesinato con agravantes de traición y ensañamiento y una indemnización de 98.000€ para la familia de la víctima, que ejerció de acusación particular. La acusación de La Caixa pidió como medida cautelar que no se le permitiera el acceso a ninguna sucursal de esta entidad. Los abogados defensores pasaron de pedir la absolución de sus representados a aceptar penas de 3 años por homicidio imprudente (en el caso de Ricard) y de 2 años por omisión en el deber de socorro (para Oriol).

## Condena
El 11 de noviembre de 2008 se hizo pública la sentencia, que imponía a los dos acusados una pena de 17 años de prisión (16 por asesinato y 1 por los desperfectos) y a pagar 46.000€ de indemnización a la familia y 26 000 a la Caixa por daños. El tribunal consideró que en el asesinato  hubo alevosía pero no ensañamiento. Las defensas presentaron un recurso al Tribunal Supremo contra la sentencia alegando que los jóvenes "no tenían intención de matar"; el 24 de diciembre de 2009, el tribunal lo desestimó confirmando la sentencia. Ricard salió de la prisión en 2016, habiendo cumplido 11 años de la condena.

## Homenaje

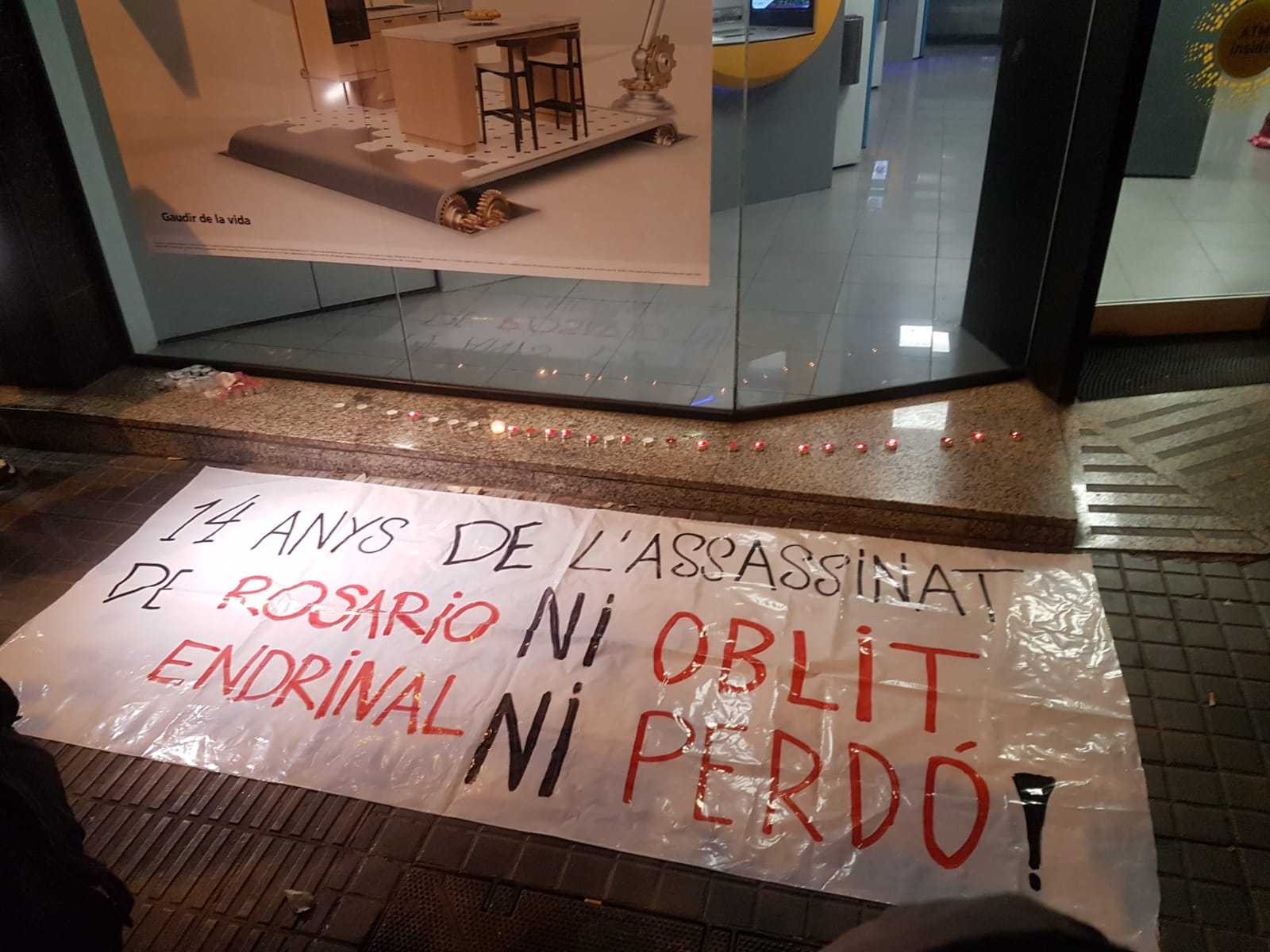
Pancarta en recuerdo a Rosario Endrinal en el homenaje celebrado en 2019.

El 16 de diciembre de 2015, coincidiendo con el décimo aniversario del asesinato, la Candidatura de Unidad Popular, la Asamblea de Jóvenes de Cassolas (actual Arran) y la Borda Feminista, todas ellas entidades arraigadas al distrito, organizaron un homenaje en memoria de Endrinal, denunciando el crimen por aporofobia, con una encendida de velas ante el cajero donde sucedió el crimen. De entonces hasta ahora, cada año se celebra en el mismo lugar un acto de homenaje promovido por varias entidades del distrito.
Además, la fundación Assís, un centro de acogida para personas sin hogar del barrio de Sarriá, anunció que crearía un espacio de atención para mujeres en situación de vulnerabilidad que llevaría el nombre de Rosario Endrinal.